# Mappage ton local

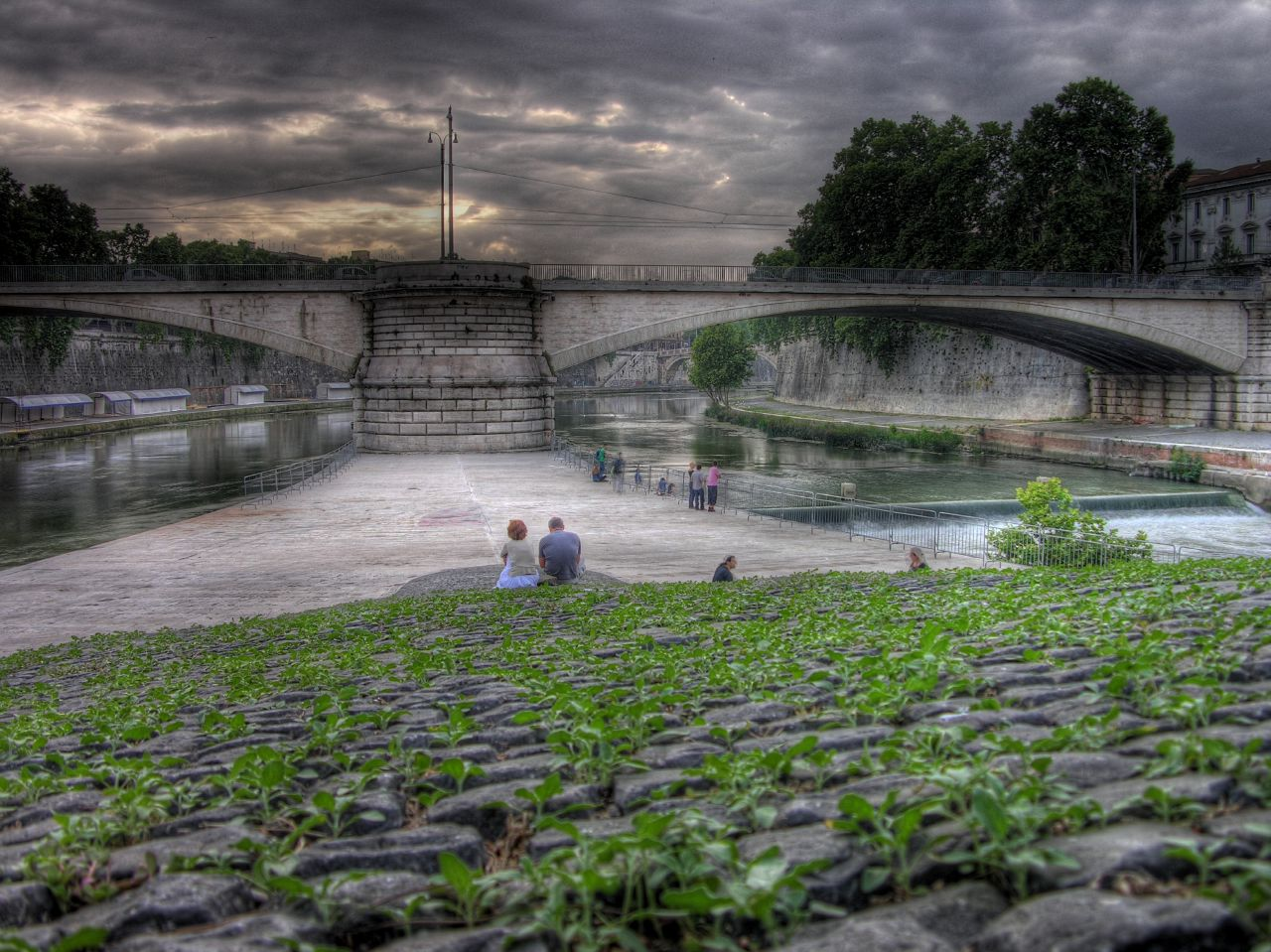
Mappage ton local de l'Île Tibérine à Rome à partir de 5 expositions.

Le mappage ton local, appelé aussi mise en correspondance tonale ou mappage tonal (anglais : tone mapping), est une technique utilisée dans le traitement de l'image et de l'infographie pour mettre en correspondance une palette de couleurs avec une autre, dans le but de convertir une image de grande gamme dynamique vers une image de dynamique plus restreinte. Les écrans multimédias, les images imprimées ou les vidéoprojecteurs ont tous une gamme dynamique limitée ne permettant pas de reproduire toute la gamme des intensités lumineuses présentes dans les scènes réelles. Le mappage ton local permet alors de réduire localement les forts contrastes de lumière afin de préserver les détails de l'image et les nuances de couleur et de restituer les détails de la scène originale.

## Méthode et but
La luminance naturelle peut varier d'un rapport de 1 à 1 milliard si l'on compare la lumière d'une étoile à celle du soleil. L'adaptation aux conditions de luminosité ambiante de la perception visuelle humaine ne peut pas toujours être reproduite en photographie. Dans certains cas, la finesse de la perception visuelle peut être simulée grâce à la méthode de mappage de ton local. À partir de plusieurs expositions photographiques, le gradient de contraste est ajusté localement de manière à mettre davantage en évidence les textures, les détails et les dégradés. L'image obtenue semble alors plus attrayante car son contraste est optimisé sur chaque zone de la photographie et elle conserve les détails, les textures et les couleurs même dans les hautes et basses lumières.
Le mappage tonal est devenu une technique de post-traitement très utilisée dans la photographie numérique, où plusieurs clichés à des vitesses d'obturation différentes sont combinés pour produire une image HDR (à grande gamme dynamique).

## Galerie

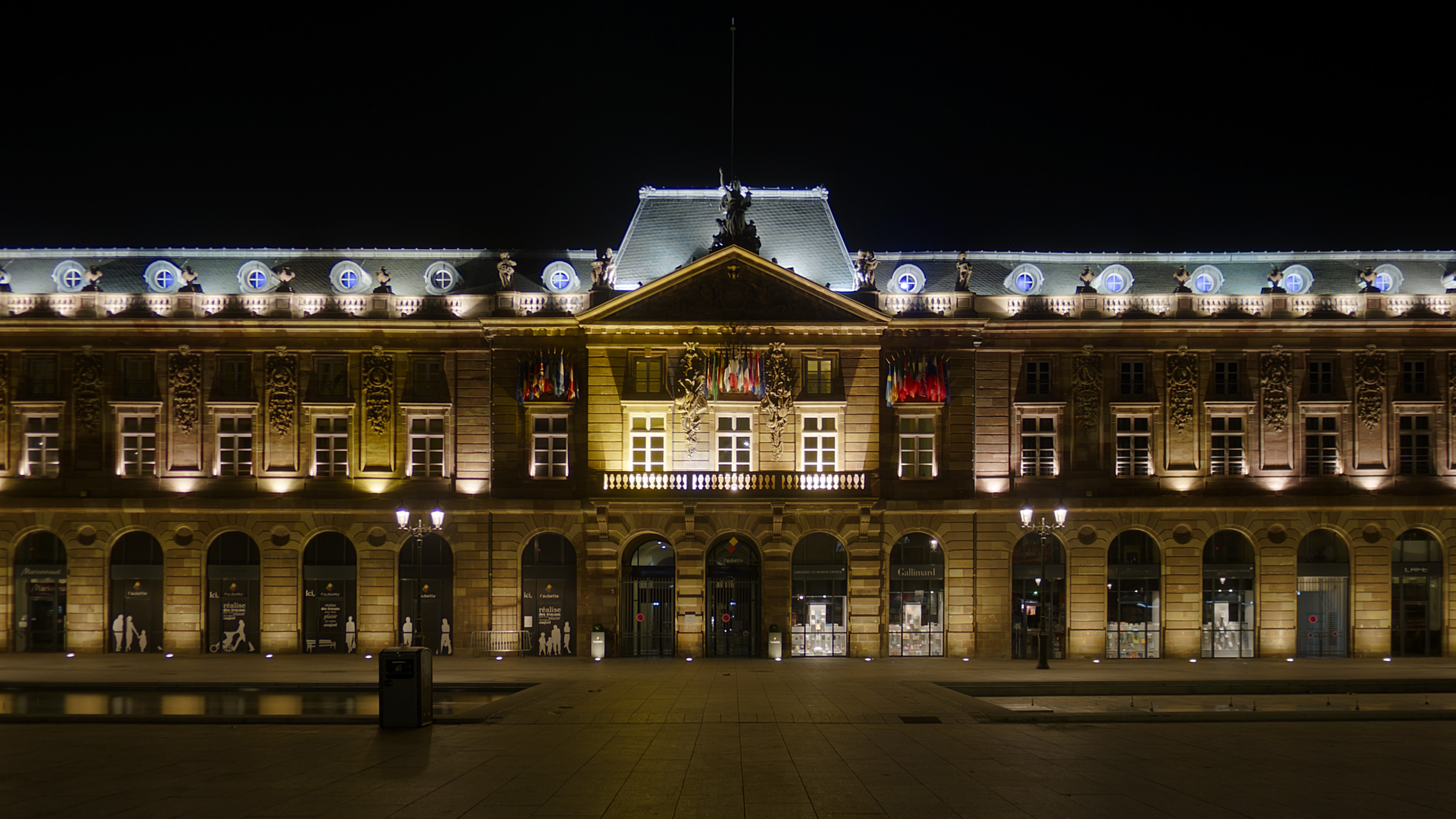
L'Aubette de nuit (moyenne de photos : 1/30 1/10 1/4 1/2 2s).
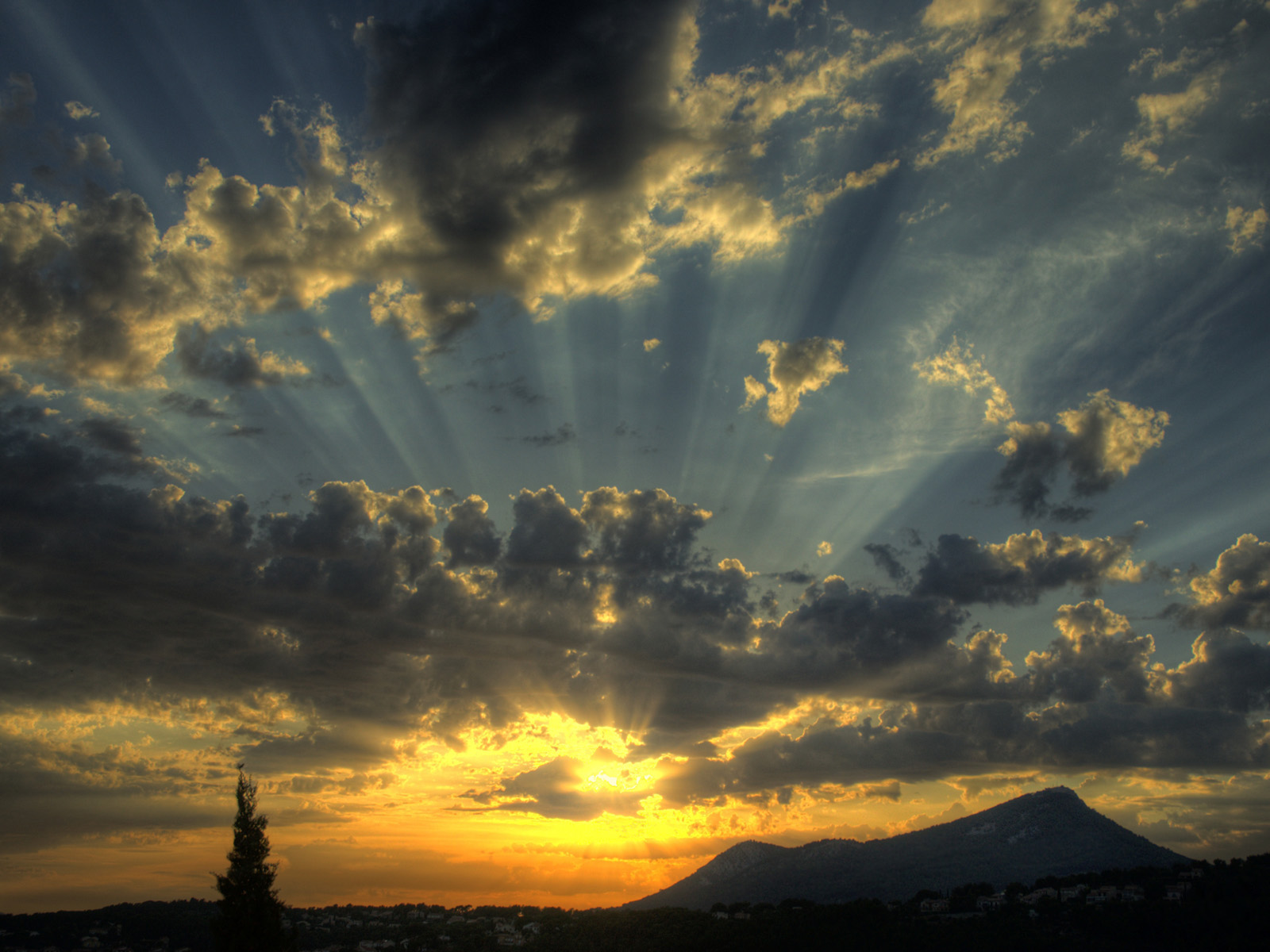
Mappage ton local d'un coucher de soleil.
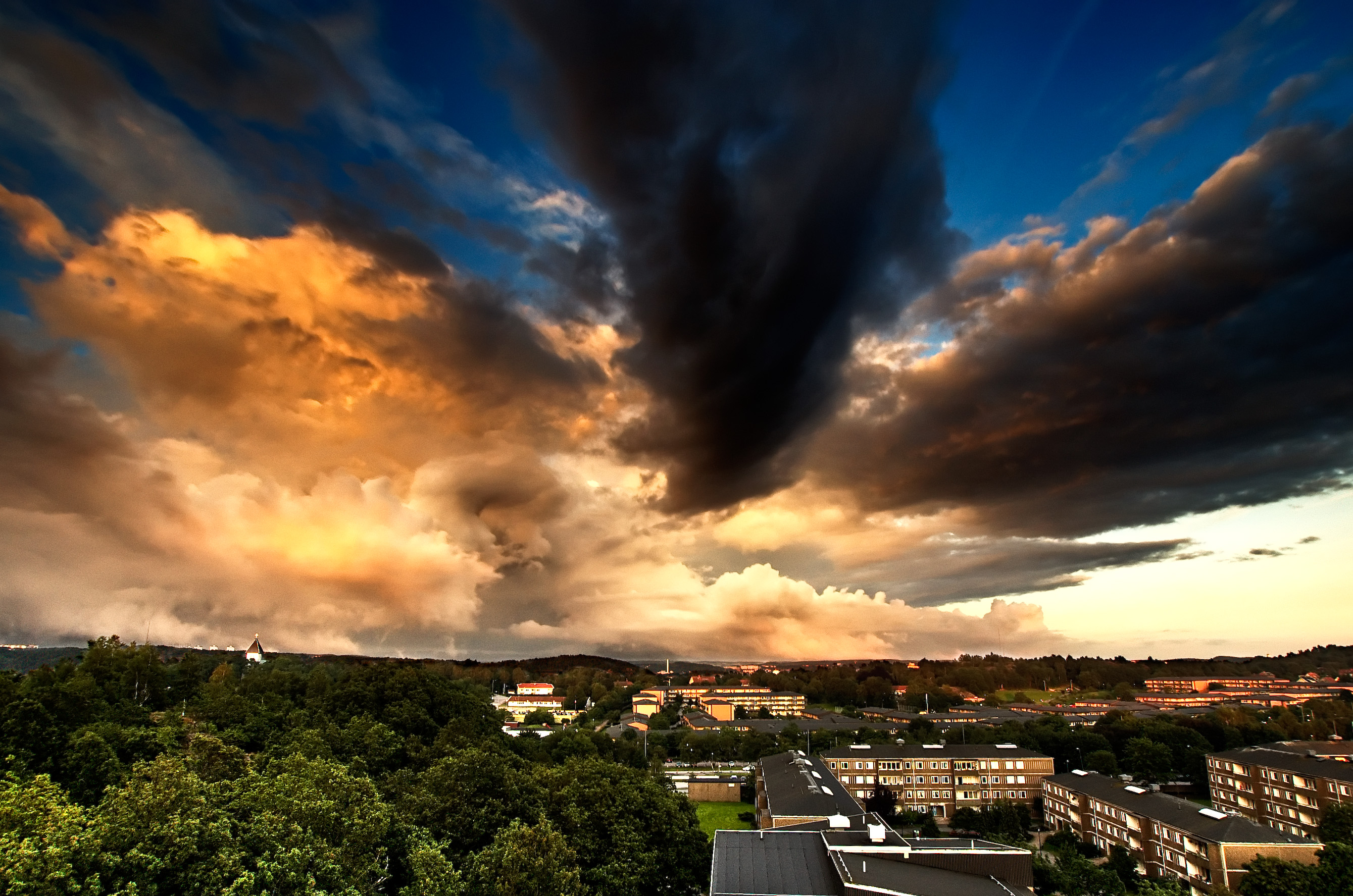
Coucher du soleil à Hisings Backa, dans les environs de Göteborg en Suède.
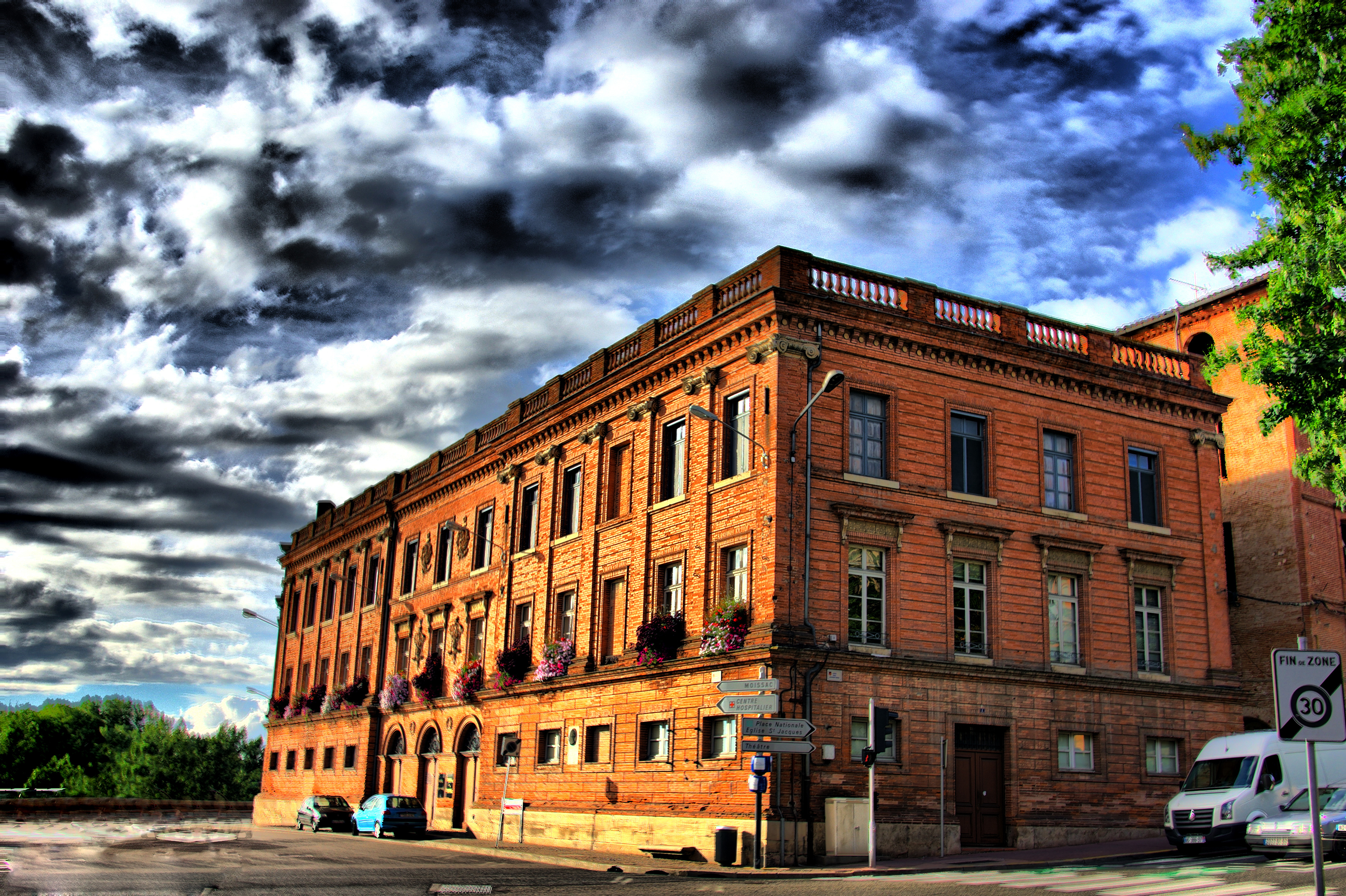
Muséum d'histoire naturelle de Montauban mappage tonal à partir de 5 expositions.
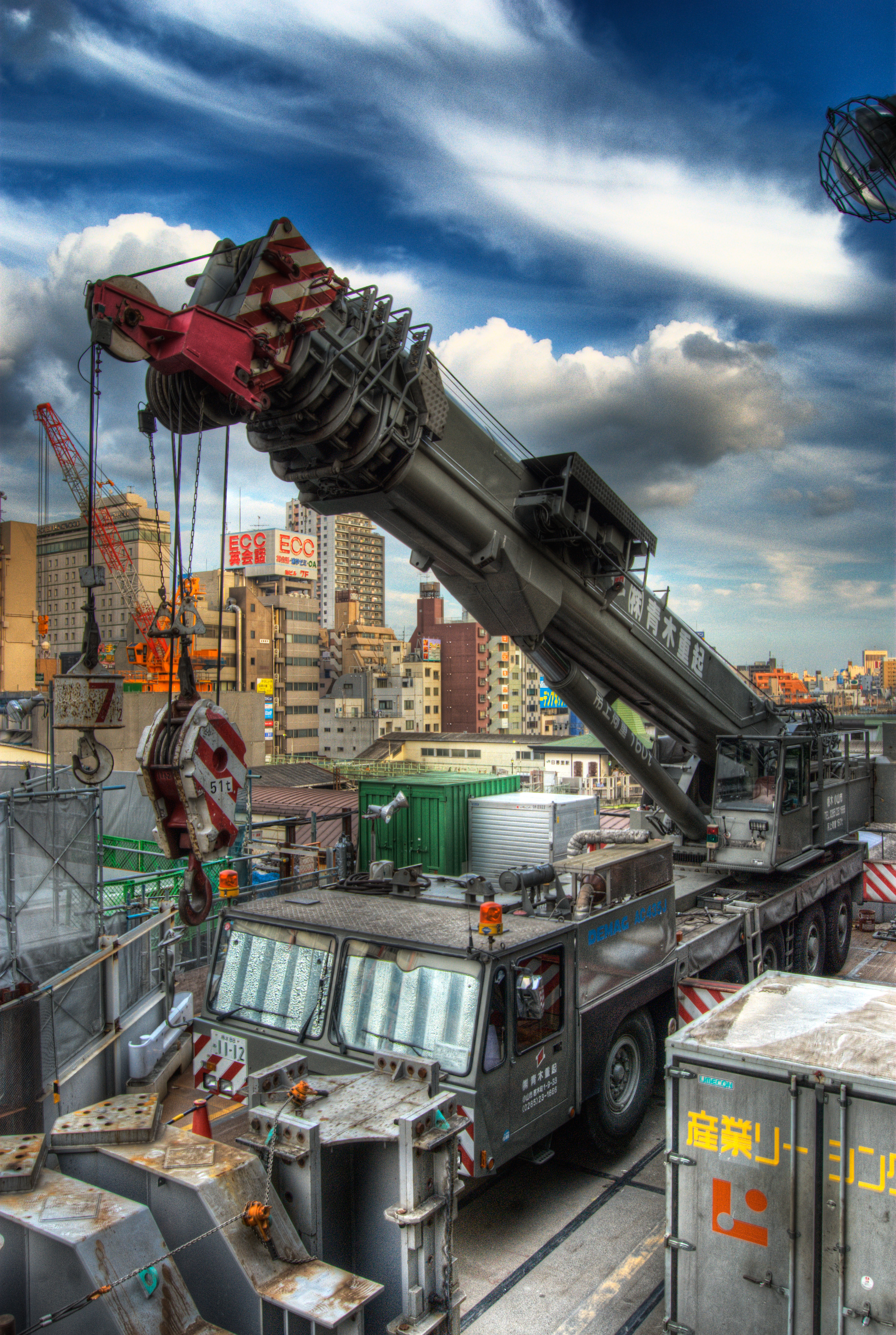
Mappage ton local à partir de 3 expositions (-2,0,+2) réalisé à la gare de Nippori.
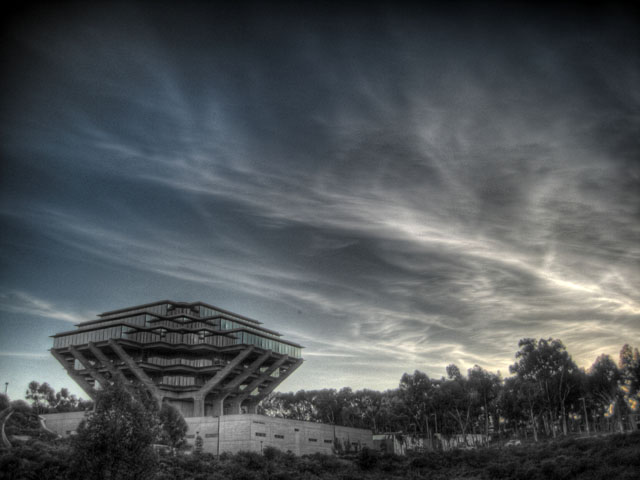
Image large-gamme de la bibliothèque Geisel, prise campus de l'université de Californie à San Diego.
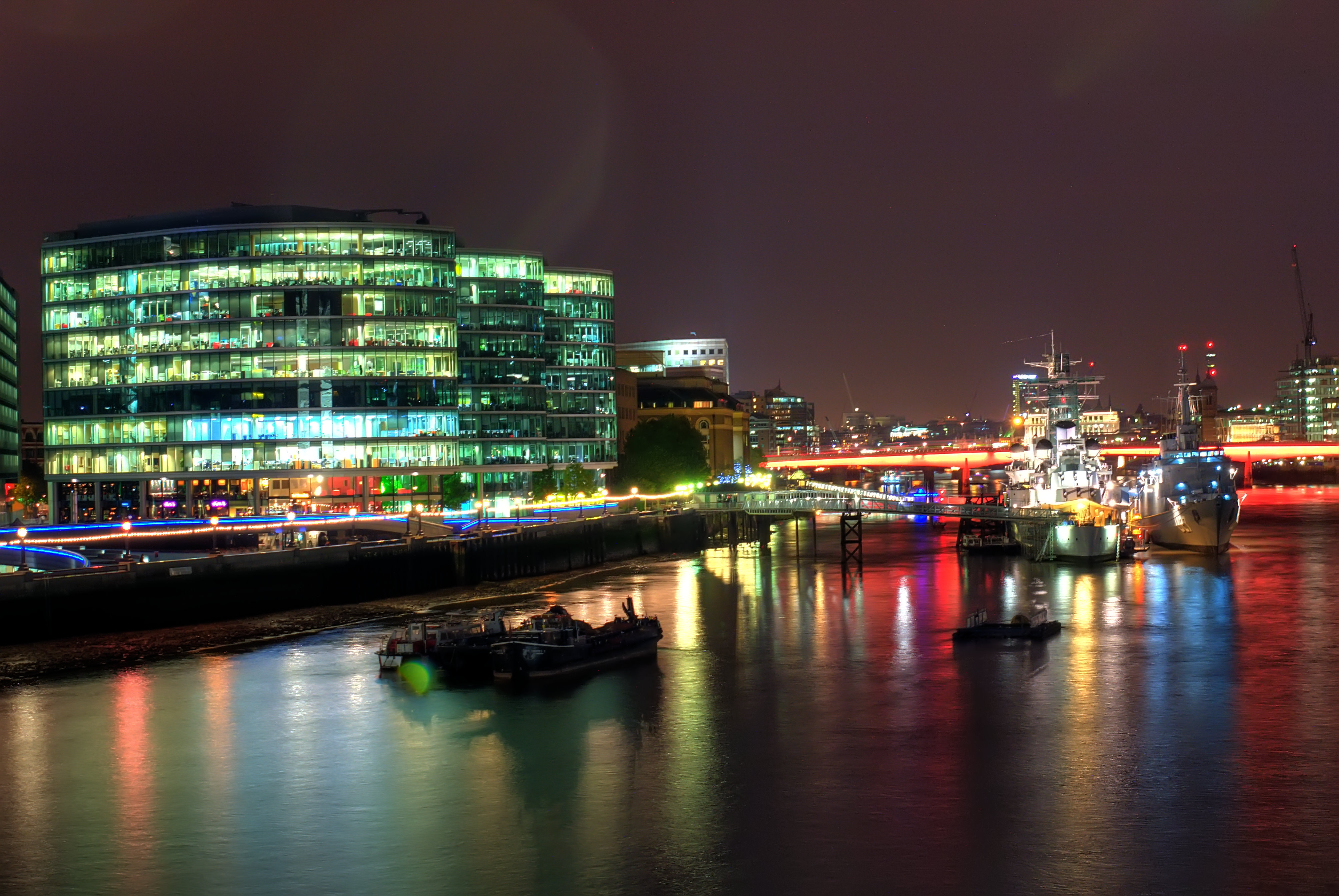
Image large-gamme du Tower Bridge de Londres, mappage tonal à partir de 5 clichés.
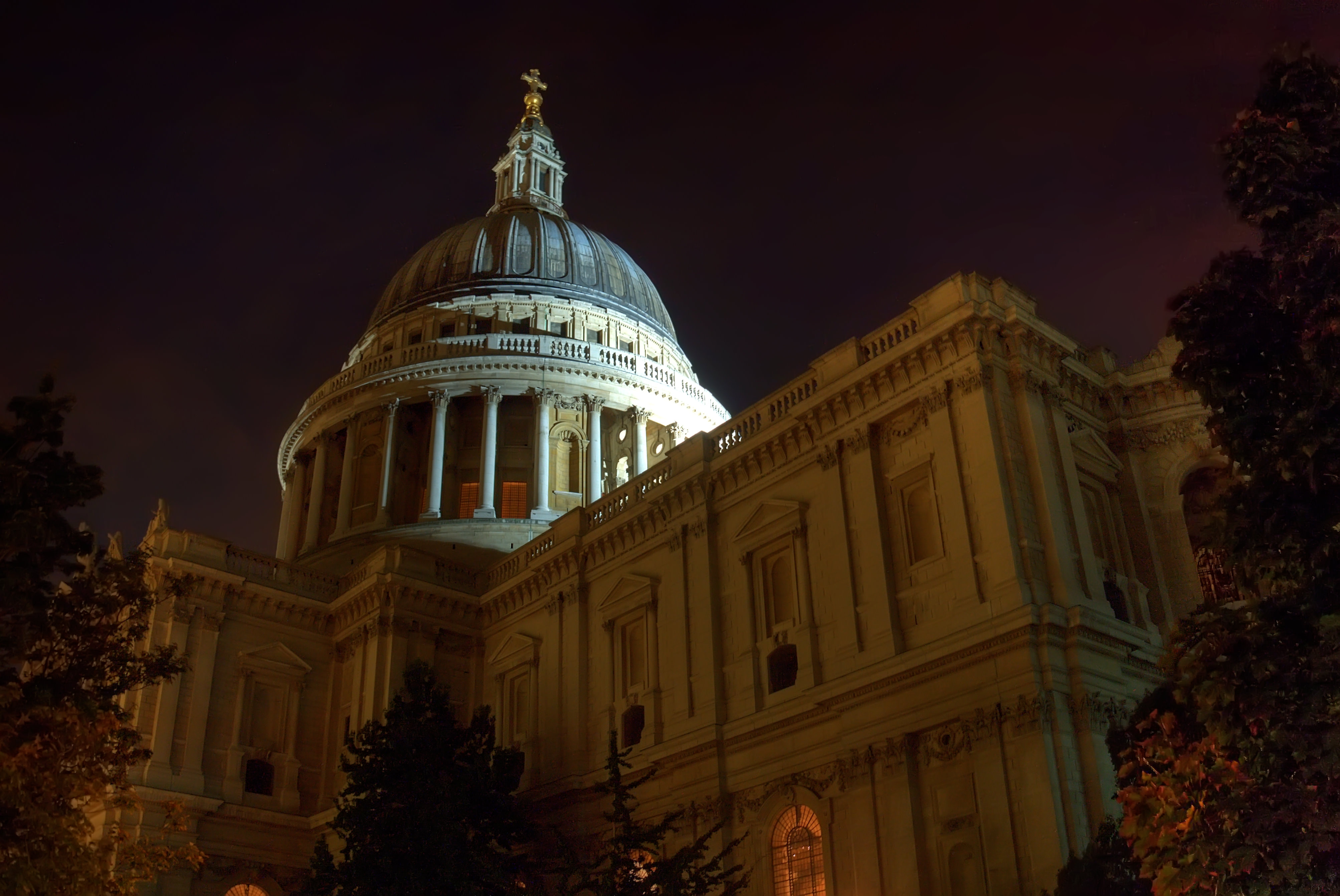
Image large-gamme de la cathédrale Saint-Paul de Londres à partir de 9 expositions.

## Logiciels
De nombreux logiciels permettent de réaliser des mappages tonals à partir de photo en format RAW. L’utilisation doit se faire de manière parcimonieuse afin de ne pas dénaturer l’image finale. Les programmes les plus couramment utilisés[réf. nécessaire] sont :
- EasyHDR
- Aurora HDR
- FDRTools
- Hugin
- Luminance HDR anciennement Qtpfsgui (logiciel libre)
- Photomatix
- PFSTools (logiciel libre)
- Photoshop
- PaintShop Pro

La majorité des logiciels spécialisés dans le développement des photographies au format RAW permettent également de réaliser des mappages tonals.